# 레티시아 베크

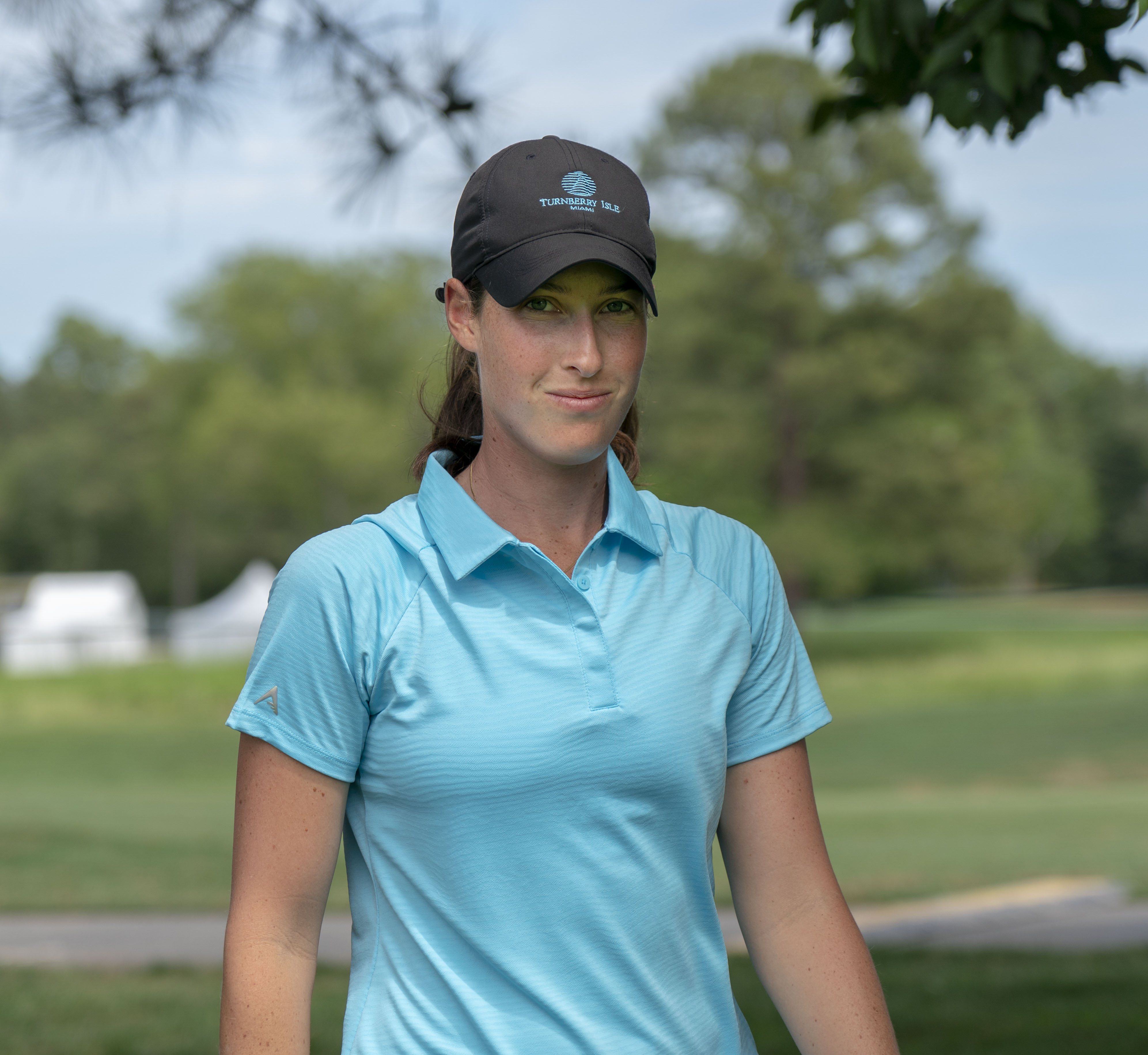

레티시아 베크(히브리어: לטיסיה בק Laetitia Beck, 1992년 2월 5일 ~ )는 이스라엘의 프로 골프 선수이다. 벨기에 안트베르펜 출신이다.